# Иванова, Зоя Александровна
Зоя Александровна Иванова (Лебедева) (14 марта 1952) – советская и казахская бегунья, Заслуженный мастер спорта СССР (марафон, 1984).

## Карьера
Четырёхкратный чемпион СССР (1981, 1982, 1983, 1984) .
Победитель (1982) и бронзовый призёр (1987) Токийского международного женского марафона.
Победитель (1989) Лос-Анджелесского марафона.
Победитель (1987, Сеул) и серебряный призёр (1985, Хиросима) Кубка мира .
Обладатель (1981, Аген) и бронзовый призёр (1988, Юи) Кубка Европы.
Победитель турнира «Дружба-84»
В 1988 году З.Иванова участвовала в играх Олимпиады 1988 года в южно-корейском Сеуле, где показала 9-й результат.
Победитель Игр Доброй Воли 1990 года в Сиэтле.
На чемпионате мира по уличным бегам З.А. Иванова завоевала бронзовые медали.
Обладатель рекордов Казахстана в марафоне и на дистанциях 15 и 25 км.